# Tressor Moreno
Malher Tressor Moreno Baldrich (Riosucio, Chocó, 11 de enero de 1979) es un exdeportista colombiano, profesional en la disciplinas de futsal y fútbol. Como jugador de futsal tuvo una efímera carrera jugando algunos encuentros con la Selección Colombia a finales de la década de los 90 mientras que en el fútbol se destacó por varios equipos en los 18 años que estuvo en actividad.

## Trayectoria

### Inicios
Fue formado en el Cortuluá de su natal Colombia.
Paralelamente disputó algunos partidos oficiales con la Selección de fútbol de salón de Colombia en un torneo disputado en la ciudad de Posadas, Argentina.

### Alianza Lima
Luego de jugar un torneo aficionado en  la ciudad de Pereira, en 1999 partió al  Alianza Lima de Perú donde debutó como profesional, gracias a la confianza del entrenador Ospina, convirtiéndose en uno de los goleadores del equipo haciendo una buena dupla en ataque con Claudio Pizarro, antes que este partiera a Alemania, convirtiendo ocho goles en el apertura y nueve en el segundo semestre obteniendo el Clausura del año 1999, pero perdería la final ante Universitario de Deportes.

### Atlético Nacional
Tras esto regresaría a su país para jugar en el Atlético Nacional donde en 34 partidos convirtió once goles siendo a mediados de año comprado por el FC Metz de Francia tras su buena actuación en el Torneo Esperanzas de Toulon del año 2000. En este club colombiano también obtendría la Copa Merconorte.

### Metz
A fines del 2000 parte al club francés para afrontar la segunda mitad de la temporada 2000/2001 donde jugaría nueve partidos y convertiría un gol, luego en la siguiente temporada jugaría quince partidos y anotaría dos goles. Se le dio el número 15 y compartió el equipo con su compatriota Faryd Mondragón.

### América de Cali
Finalmente para el 2002 parte en calidad de préstamo al América de Cali donde obtendría el Apertura de ese año y quedaría en octavos de final en la Copa Libertadores 2002.

### Independiente Medellín
Para el segundo semestre de ese año parte a préstamo al Independiente Medellín donde obtuvo su segundo campeonato y al año siguiente un tercer lugar en la Copa Libertadores 2003.

### Metz
Tras sus préstamos en Colombia regresa al FC Metz donde solo anota un gol en 18 partidos en la primera parte de la temporada 2003/2004, tras ver poca participación en el club francés decide rescindir contrato y queda como jugador libre.

### Deportivo Cali
Ficha por el Deportivo Cali donde hizo una buena Copa Libertadores, tras estar un año en este club. Compartió camerino con Abel Aguilar.

### Once Caldas
Ficha por el Once Caldas que en ese entonces era el campeón defensor de la Copa Libertadores. Allí dura un semestre. Hace una dupla ofensiva con Dayro Moreno.

### Necaxa
Luego de jugar un semestre por el Once Caldas es fichado por el Necaxa en un traspasado por 800 mil dólares tras haber sido elegido uno de los mejores jugadores de la Copa de Oro de la Concacaf 2005, en este club permanece por un año. Jugó con el dorsal 19.

### Veracruz y San Luis
Luego ficharía por los Tiburones Rojos de Veracruz donde no tendría un buen rendimiento, aquí fue dirigido por Aníbal Ruiz y se encuentra con su compatriota Edgar Zapata, debido al bajo rendimiento parte al San Luis también de México.
En el San Luis será recordado por ser figura del equipo haciendo dupla con el delantero Alfredo "El chango" Moreno, llegando así a jugar con la camiseta número 10, este gran rendimiento le abrió las puertas a otros colombianos como es el caso de Jairo Patiño y Diego Álvarez.

### Independiente Medellín
Luego regresar en calidad de préstamo al Independiente Medellín donde jugó el Torneo Apertura 2010 y la Copa Libertadores 2010. Compartió equipo con el paraguayo internacional Aldo Bobadilla.

### San Luis
Tras su corto regreso al fútbol colombiano vuelve al club mexicano. Logra clasificar a la liguilla final perdiendo en cuartos de final contra América FC, sin embargo logró clasificar a la Copa Libertadores 2011. Fue habitual suplente del peruano Wilmer Aguirre y ecuatoriano Michael Arroyo.

### Bahía
A fines de ese año es declarado transferible fichando por el Bahia de Brasil que recién había ascendido a la división mayor del fútbol brasileño desechando a su vez una oferta del Philadelphia Union de la MLS. Solo anotó un gol y compartió el equipo con su compatriota Géiler Mosquera.

### Santiago Wanderers
Con un irregular semestre en Brasil parte a mediados del 2011 en calidad de jugador libre al Santiago Wanderers de la Primera División de Chile con un contrato válido por seis meses. En los primeros partidos por el cuadro porteño se vuelve uno de los jugadores más queridos al mostrar un renacer futbolístico en este equipo. En enero de 2012, con la llegada del nuevo técnico Arturo Salah, se confirmó la desvinculación de Tressor Moreno del Santiago Wanderers por diferencias económicas con el club.

### San Jose Earthquakes
Un mes después de partir del fútbol chileno firma un contrato con el San Jose Earthquakes de la Major League Soccer de los Estados Unidos donde anota su primer gol frente al Chivas USA de los colombianos Juan Pablo Ángel y Jhon Valencia en un partido de pretemporada. Su paso por el fútbol norteamericano finalmente duraría solo un semestre dejando un saldo de doce partidos jugados y tres asistencias, Fue la dupla ofensiva de Chris Wondolowski quien terminaría como goleador de la Major League Soccer 2012.

### Santiago Wanderers
Luego de esto rescinde el contrato para volver a jugar por el Santiago Wanderers. En su regreso como figura al club porteño comienza jugando de buena forma pero con la llegada del técnico Ivo Basay comienza a ser cortado del equipo incluso no comienza a ser llamado ni siquiera a la banca por lo cual finalizado el Clausura no continua en el club pese a tener seis meses más de contrato.

### Atlético Huila
Para el año 2013, pasaría a jugar para el Club Deportivo Atlético Huila en el Apertura. Tuvo un buen rendimiento en la ofensiva, marcando 5 goles.

### Junior
Para el Clausura jugaría con el Atlético Junior. Compartió el equipo con Dayro Moreno y Edwin Cardona.

### Águilas Doradas
Para el Apertura del 2014 haría parte del Itagüí Fútbol Club S. A. Clasificó a la fase final perdiendo en cuartos de final contra Atlético Junior.

### Fortaleza
Posteriormente jugar el clausura con el Fortaleza Fútbol Club. Descendió de categoría con el Fortaleza FC. 

### Celaya
Regresa a México, a jugar con Celaya.

### Nacional
El 29 de febrero de 2015 es confirmado como nuevo refuerzo del Nacional Futebol Clube de la Campeonato Brasileño de Serie C.

## Selección nacional
Su primera nominación fue para participar en la Selección Sub-21 de su país para afrontar el torneo amistoso Esperanzas de Toulon del año 2000 donde su selección obtendría el primer lugar y en lo personal sería premiado como el mejor jugador del torneo y además sería goleador del torneo.
A nivel mayor jugó con Colombia en la Copa América 2004, la Copa de Oro de la Concacaf 2005 y en tres procesos clasificatorios para el Mundial de Corea y Japón 2002, Mundial de Alemania 2006 y Mundial de Sudáfrica 2010 convirtiendo siete goles en treinta y dos partidos jugados.

### Participaciones enCopas América
| Copa América      | Sede | Resultado    | PJ | GA | Asis |
| ----------------- | ---- | ------------ | -- | -- | ---- |
| Copa América 2004 | Perú | Cuarto lugar | 4  | 2  | 0    |

### Participaciones enEliminatorias al Mundial
| Eliminatoria                                | Sede del Mundial       | Posición               | Resultado              | PJ | GA | Asis |
| ------------------------------------------- | ---------------------- | ---------------------- | ---------------------- | -- | -- | ---- |
| Eliminatorias Mundial de Corea y Japón 2002 | Corea del Sur y Japón  | 6°lugar 27pts          | Eliminado              | 1  | 0  | 0    |
| Eliminatorias Mundial de Alemania 2006      | Alemania               | 6°lugar 24pts          | Eliminado              | 7  | 3  | 2    |
| Eliminatorias Mundial de Sudáfrica 2010     | Sudáfrica              | 7°lugar 23pts          | Eliminado              | 4  | 0  | 0    |
| Total en Eliminatorias                      | Total en Eliminatorias | Total en Eliminatorias | Total en Eliminatorias | 12 | 3  | 2    |

### Participaciones enCopas Oro
| Copa Oro            | Sede           | Resultado   | PJ | GA | Asis |
| ------------------- | -------------- | ----------- | -- | -- | ---- |
| Copa de Oro de 2005 | Estados Unidos | Semifinales | 4  | 1  | 0    |

### Goles con Selección Colombia
| # | Fecha               | Estadio                                  | Adversario | Gol | Resultado | Competición                |
| - | ------------------- | ---------------------------------------- | ---------- | --- | --------- | -------------------------- |
| 1 | 6 de junio de 2004  | Metropolitano Roberto Meléndez, Colombia | Uruguay    | 2–0 | 5–0       | Clasificación Mundial 2006 |
| 2 | 27 de junio de 2004 | Orange Bowl, Estados Unidos              | Argentina  | 1–0 | 2–0       | Amistoso                   |
| 3 | 6 de julio de 2004  | Estadio Nacional, Perú                   | Venezuela  | 1–0 | 1–0       | Copa América 2004          |
| 4 | 17 de julio de 2004 | Estadio Mansiche, Perú                   | Costa Rica | 2–0 | 2–0       | Copa América 2004          |
| 5 | 8 de junio de 2005  | Metropolitano Roberto Meléndez, Colombia | Ecuador    | 1–0 | 3–0       | Clasificación Mundial 2006 |
| 6 | 8 de junio de 2005  | Metropolitano Roberto Meléndez, Colombia | Ecuador    | 2–0 | 3–0       | Clasificación Mundial 2006 |
| 7 | 10 de julio de 2005 | Orange Bowl, Estados Unidos              | Honduras   | 1–0 | 1–2       | Copa Oro 2005              |

## Clubes
| Club                       | País                | Año                 | Partidos | Goles |
| -------------------------- | ------------------- | ------------------- | -------- | ----- |
| C. F. Alianza Lima         | Perú                | 1999                | 40       | 17    |
| C. A. Nacional             | Colombia            | 2000                | 34       | 11    |
| Metz F. C.                 | Francia             | 2001                | 24       | 3     |
| C. S. A. América de Cali   | Colombia            | 2002                | 14       | 5     |
| C. D. I. Medellín          | Colombia            | 2002-2003           | 35       | 9     |
| Metz F. C.                 | Francia             | 2003-2004           | 18       | 1     |
| C. D. Cali                 | Colombia            | 2004                | 16       | 4     |
| C. D. Once caldas          | Colombia            | 2005                | 15       | 3     |
| C. D. Necaxa               | México              | 2005-2006           | 29       | 5     |
| C. D. Veracruz             | México              | 2006-2007           | 30       | 8     |
| San Luis F. C.             | México              | 2007-2009           | 96       | 18    |
| C. D. I. Medellín          | Colombia            | 2010                | 24       | 3     |
| San Luis F. C.             | México              | 2010                | 14       | 2     |
| E. C. Bahia                | Brasil              | 2011                | 9        | 1     |
| C. D. Santiago Wanderers   | Chile               | 2011                | 16       | 1     |
| San Jose Earthquakes S. C. | Estados Unidos      | 2012                | 15       | 0     |
| C. D. Santiago Wanderers   | Chile               | 2012                | 11       | 0     |
| C. D. A. Huila             | Colombia            | 2013                | 15       | 5     |
| C. A. Junior               | Colombia            | 2013                | 16       | 0     |
| Rionegro Águilas F.C.      | Colombia            | 2014                | 15       | 2     |
| Fortaleza F. C.            | Colombia            | 2014                | 10       | 1     |
| C. F. Celaya               | México              | 2015                | 22       | 2     |
| Nacional do Manaus F. C.   | Brasil              | 2016                | 4        | 2     |
| C. S. C. D. Hualgayoc      | Perú                | 2017                | 5        | 2     |
| Total en su carrera        | Total en su carrera | Total en su carrera | 527      | 147   |

## Palmarés

### Campeonatos nacionales
| Título              | Club                   | País     | Edición |
| ------------------- | ---------------------- | -------- | ------- |
| Torneo Clausura     | C. F. Alianza Lima     | Perú     | 1999    |
| Torneo Apertura     | C.S.A. América de Cali | Colombia | 2002    |
| Torneo Finalización | C. D. I. Medellín      | Colombia | 2002    |

### Copas internacionales
| Título                      | Club            | País     | Edición |
| --------------------------- | --------------- | -------- | ------- |
| Torneo Esperanzas de Toulon | Colombia Sub-21 | Francia  | 1999    |
| Torneo Esperanzas de Toulon | Colombia Sub-21 | Francia  | 2000    |
| Copa Merconorte             | C. A. Nacional  | Colombia | 2000    |

### Distinciones individuales
| Distinción                                       | Año  |
| ------------------------------------------------ | ---- |
| Jugador Elegante del Torneo Esperanzas de Toulon | 1999 |
| Goleador del Torneo Esperanzas de Toulon         | 2000 |
| Mejor Jugador del Torneo Esperanzas de Toulon    | 2000 |